# Donji Kraljevec
Donji Kraljevec  è un comune della Croazia di 4 931 abitanti della Regione del Međimurje.